# 吴浩 (1972年)
吴浩（1972年2月—），男，汉族，河南南阳人，中华人民共和国政治人物，教授级高级工程师。现任中國共產黨中央委員會組織部副部长兼干部二局局长，二十届中央候补委员。

## 生平
1993年3月加入中国共产党。1994年参加工作。2009年11月，任河南省交通运输厅道路运输局党委书记、副局长；2013年1月，任河南省道路运输管理局局长；2015年8月，任河南交通投资集团有限公司总经理、副董事长；2016年10月，任河南省人民政府副秘书长；2017年12月，河南省住房和城乡建设厅党组书记，2018年1月，任河南省住房和城乡建设厅书记、厅长。
2020年3月，任江西省人民政府副省长。
2021年6月，任中共江西省委常委、省委秘书长。同年11月，不再兼任省委秘书长。12月，出任省委组织部长、省委党校校长。2022年10月当选中共二十届中央候补委员。2024年1月，调入中共中央组织部任职。他成为首位70后中央组织部副部长。